# Cryptochironomus
Cryptochironomus är ett släkte av tvåvingar som beskrevs av Jean-Jacques Kieffer 1918. Cryptochironomus ingår i familjen fjädermyggor.

## Dottertaxa tillCryptochironomus, i alfabetisk ordning[1][2]
- Cryptochironomus acuminatus
- Cryptochironomus agilis
- Cryptochironomus albofasciatus
- Cryptochironomus amurdarjensis
- Cryptochironomus angularis
- Cryptochironomus apicalis
- Cryptochironomus argus
- Cryptochironomus astax
- Cryptochironomus baeus
- Cryptochironomus bavaricus
- Cryptochironomus bipunctatus
- Cryptochironomus blarina
- Cryptochironomus boreus
- Cryptochironomus borysthenicus
- Cryptochironomus brevipalpis
- Cryptochironomus bulbosus
- Cryptochironomus calyxus
- Cryptochironomus chaetoala
- Cryptochironomus coarctatus
- Cryptochironomus conus
- Cryptochironomus convergentus
- Cryptochironomus crassiforceps
- Cryptochironomus curryi
- Cryptochironomus defectiforceps
- Cryptochironomus defectus
- Cryptochironomus denticulatus
- Cryptochironomus diceras
- Cryptochironomus digitatus
- Cryptochironomus dilatatus
- Cryptochironomus dimidiatus
- Cryptochironomus distractus
- Cryptochironomus dneprinus
- Cryptochironomus eminentia
- Cryptochironomus forficula
- Cryptochironomus fulvus
- Cryptochironomus fuscitarsus
- Cryptochironomus gracilidentatus
- Cryptochironomus gracilis
- Cryptochironomus griseidorsum
- Cryptochironomus hentonensis
- Cryptochironomus hirtalatus
- Cryptochironomus hirticeps
- Cryptochironomus incertus
- Cryptochironomus incisus
- Cryptochironomus inornatus
- Cryptochironomus javae
- Cryptochironomus javaniensis
- Cryptochironomus jokaprimus
- Cryptochironomus judicius
- Cryptochironomus kiefferianus
- Cryptochironomus kikuyui
- Cryptochironomus kirgisicus
- Cryptochironomus kuldigensis
- Cryptochironomus leucopterus
- Cryptochironomus lindneri
- Cryptochironomus lippini
- Cryptochironomus longicerus
- Cryptochironomus longimanus
- Cryptochironomus macropdus
- Cryptochironomus markowski
- Cryptochironomus neonilicola
- Cryptochironomus nigrocorporis
- Cryptochironomus nigrotibialis
- Cryptochironomus niligenus
- Cryptochironomus nilogenes
- Cryptochironomus nilophilus
- Cryptochironomus nudiforceps
- Cryptochironomus obreptans
- Cryptochironomus ocularis
- Cryptochironomus olivaceus
- Cryptochironomus pankratovae
- Cryptochironomus parafulvus
- Cryptochironomus petiolatus
- Cryptochironomus polius
- Cryptochironomus ponapensis
- Cryptochironomus ponderosus
- Cryptochironomus psammophila
- Cryptochironomus psittacinus
- Cryptochironomus pumilio
- Cryptochironomus pygmaeus
- Cryptochironomus ramus
- Cryptochironomus rectus
- Cryptochironomus redekei
- Cryptochironomus rostratus
- Cryptochironomus salinarius
- Cryptochironomus schewlangini
- Cryptochironomus scimitarus
- Cryptochironomus serpancus
- Cryptochironomus shadini
- Cryptochironomus sorex
- Cryptochironomus sphagnorum
- Cryptochironomus stackelbergi
- Cryptochironomus subfusiformis
- Cryptochironomus subovatus
- Cryptochironomus subroseus
- Cryptochironomus supplicans
- Cryptochironomus tamaichimori
- Cryptochironomus tamayoroi
- Cryptochironomus tokaracedeus
- Cryptochironomus tricolor
- Cryptochironomus tshernovskii
- Cryptochironomus ussouriensis
- Cryptochironomus viridiclava
- Cryptochironomus vytshegda